# Kaarli (Sõmeru)
Kaarli – wieś w Estonii, w prowincji Virumaa Zachodnia, w gminie Sõmeru.